# Wally Freeman
Pour les articles homonymes, voir Walter Freeman et Freeman.
Walter "Wally" Freeman (né le 6 septembre 1893 à Astwood Bank et décédé en octobre 1987 à Colchester) est un athlète britannique spécialiste du fond. Il était affilié au Birchfield Harriers.

## Biographie

### Palmarès
| Date | Compétition           | Lieu   | Résultat | Épreuve          | Performance |
| ---- | --------------------- | ------ | -------- | ---------------- | ----------- |
| 1920 | Jeux olympiques d'été | Anvers | 22e      | Cross individuel |             |
| 1920 | Jeux olympiques d'été | Anvers | 2e       | Cross par équipe | 21 pts      |